# Петрово (община Гевгели)
Вижте пояснителната страница за други значения на Петрово.
Петрово (на македонска литературна норма: Петрово) е село в община Гевгели, Северна Македония.

## География
Селото е разположено в областта Боймия, северно от общинския център Гевгели, в източното подножие на планината Кожух.

## История
Североизточно от Петрово е разположена късноантичната и средновековна крепост Градище.
В XIX век Петрово е изцяло българско село в Гевгелийска каза на Османската империя. Църквата в селото „Възнесение Господне“ („Свети Спас“) е 1860 година и е дело на Андон Китанов. В „Етнография на вилаетите Адрианопол, Монастир и Салоника“, издадена в Константинопол в 1878 година и отразяваща статистиката на населението от 1873 година, Петруво (Petrouvo) е посочено като село с 42 домакинства и 153 жители българи.
В селото в 1895 – 1896 година е основан комитет на ВМОРО.
Според статистиката на Васил Кънчов („Македония. Етнография и статистика“) от 1900 г. Петрево има 250 жители българи християни.
По данни на секретаря на Българската екзархия Димитър Мишев („La Macédoine et sa Population Chrétienne“) през 1905 година в Петрово има 288 българи екзархисти.
Според преброяването от 2002 година селото има 206 жители, всички македонци. До 2004 година селото е част от самостоятелната община Миравци.
| Националност | Всичко |
| македонци    | 206    |
| албанци      | 0      |
| турци        | 0      |
| роми         | 0      |
| власи        | 0      |
| сърби        | 0      |
| бошняци      | 0      |
| други        | 0      |

## Личности
Родени в Петрово
- Георги Баничков, български революционер, деец на ВМОРО[6]
- Димитър Ризов Мижоров, български революционер, деец на ВМОРО[6]
- Дино Диновски (? – 1902), български революционер, гевгелийски войвода на ВМОРО
- Иван Диневски, български революционер, деец на ВМОРО[6]
- Иван Доцин Дзърдзов, български революционер, деец на ВМОРО[6]
- Иван Пешков Радин Глухия, български революционер, деец на ВМОРО[6]
- Мицо Батанджиев, български революционер, деец на ВМОРО[6]
- Мицо Боянин и майка му Баба Бояна, български революционери, дейци на ВМОРО[6]
- Петър Динев, български революционер, деец на ВМОРО[6]

Починали в Петрово
- Петър Христов Занков, български военен деец, майор, загинал през Първата световна война[10]